# Jakov Arkad'evič Jakovlev
Jakov Arkad'evič Jakovlev, nato Ėpštejn; in russo Яков Аркадьевич Яковлев, Эпшстейн? (Grodno, 9 giugno 1896 – 29 luglio 1938), è stato un politico sovietico.

## Biografia
Membro del Partito bolscevico dal 1913, studiò all'Istituto regio di Belostok e poi al Politecnico di Pietrogrado. A partire dal 1917 ricoprì vari ruoli nel partito e in particolare nell'ambito del Partito comunista ucraino fondato l'anno successivo, oltre che negli apparati statali dell'Ucraina sovietica. Dal 1920 operò nella RSFS Russa e nell'apparato del Partito Comunista Russo (bolscevico) e dell'Unione, di cui fu membro della Commissione centrale di controllo; lavorò inoltre al Narkompros, alla direzione del Dipartimento stampa del Comitato centrale e nella redazione dei giornali Krestjanskaja Pravda e Bednota. Tra il 1929 e il 1934 fu Commissario del popolo dell'URSS all'agricoltura, mentre dal 1930 al 1937 fu membro del Comitato centrale del PCU(b). Arrestato nell'ottobre 1937 nell'ambito delle Grandi purghe, fu giustiziato nel luglio 1938, un mese prima della moglie Sof'ja Sokolovskaja.